# Cronologia grafică a universului
Această cronologie grafică prezintă peste douăzeci miliarde de ani de evoluție a universului nostru pe baza celor mai bune estimări științifice de apariție a evenimentelor încă de la începuturile sale și până la evenimentele anticipate, din viitorul apropiat. 